# The Kottonmouth Xperience Vol. II: Kosmic Therapy
Albums de Kottonmouth Kings
Greatest Highs
(2008) The Green Album
(2008)
The Kottonmouth Xperience Vol. II: Kosmic Therapy est un album de remixes des Kottonmouth Kings, sorti le 15 avril 2008.

## Liste des titres
| No  | Titre                     | Durée |
| --- | ------------------------- | ----- |
| 1.  | Intro                     | 0:57  |
| 2.  | Echoes and Spirit Guides  | 3:10  |
| 3.  | Super Duper High          | 5:05  |
| 4.  | Growin Ganja              | 3:09  |
| 5.  | Keep Smilin               | 3:51  |
| 6.  | New Weed Order            | 3:27  |
| 7.  | Smoked Out                | 3:54  |
| 8.  | Down That Road            | 3:31  |
| 9.  | Somewhere Between Nowhere | 4:40  |
| 10. | Sunsplash                 | 2:51  |
| 11. | Radical Habits            | 2:48  |
| 12. | Still Ballin              | 3:53  |
| 13. | Dragon Slayer             | 2:53  |
| 14. | Ride or Die               | 3:24  |
| 15. | Freedom Time              | 4:00  |
| 16. | Krazy Train               | 2:47  |
| 17. | Stoner Dub                | 5:22  |

## Classement
| Classement (2008)      | Position |
| ---------------------- | -------- |
| Top Independent Albums | 45       |